# Sin nombre (film)
Pour les articles homonymes, voir Sin nombre.
Pour plus de détails, voir Fiche technique et Distribution.
Sin nombre est un thriller américano-mexicain réalisé par Cary Fukunaga, sorti en 2009.

## Synopsis
Au Honduras, la jeune Sayra décide d'émigrer aux États-Unis avec son père et son oncle. Au Salvador, Casper appartient à une mara, un gang d’Amérique centrale. À la suite d'un règlement de comptes, Casper prend la fuite. Sur le toit du train qui part vers le nord, Sayra et Casper se rencontrent. Il fuit son passé criminel, elle espère un avenir meilleur.

## Fiche technique
- Titre : Sin nombre
- Réalisation et scénario : Cary Fukunaga
- Photographie : Adriano Goldman
- Montage : Luis Carballar et Craig McKay
- Musique : Marcelo Zarvos
- Production : Amy Kaufman, Pablo Cruz, Diego Luna, Gael García Bernal et Gerardon Barrera
- Société de distribution : Diaphana Films
- Langues originales : anglais, espagnol
- Pays d'origine :  États-Unis et  Mexique
- Genre : thriller
- Durée : 96 minutes
- Dates de sortie :
  - États-Unis : 18 janvier 2009 (Festival du film de Sundance) ; 17 avril 2009 (sortie nationale)
  - Mexique : 23 mars 2009 (Festival international du film de Guadalajara) ; 15 mai 2009 (sortie nationale)
  - France : 10 septembre 2009 (Festival du cinéma américain de Deauville) ; 21 octobre 2009 (sortie nationale)

## Distribution
- Paulina Gaitán : Sayra
- Edgar Flores : Willy (« El Casper »)
- Kristyan Ferrer : Benito (« El Smiley »)
- Tenoch Huerta Mejía : Lil’ Mago
- Diana García : Martha Marlene
- Héctor Jiménez : Leche / homme blessé
- Gerardo Taracena : Horacio
- Luis Fernando Peña : El Sol
- Marco Antonio Aguirre : Big Lips

## Distinctions
Le film a remporté le prix de la mise en scène (Dramatic Directing Award) et le prix de la direction photo au festival de Sundance 2009 ainsi que le prix du jury du 35e Festival du cinéma américain de Deauville en septembre 2009.